# Arvicanthis rufinus
Arvicanthis rufinus is een knaagdier uit het geslacht Arvicanthis dat voorkomt van Sierra Leone tot Zuid-Nigeria, ten zuiden van de verspreiding van A. ansorgei. Deze soort leeft in struiksavannes en lichte bossen. Het karyotype bedraagt 2n=62, FNa=76. Deze soort werd tot in de jaren 90 van de 20e eeuw tot de koesoegrasrat (A. niloticus) gerekend en oorspronkelijk geïdentificeerd als de karyomorf "ANI-4". De nauwste verwant van A. rufinus is waarschijnlijk een nog ongeïdentificeerde soort uit de Centraal-Afrikaanse Republiek met 2n=58, FNa=70. Het is nog niet duidelijk welke naam voor die soort gebruikt kan worden. Naast de Ethiopische A. blicki is A. rufinus de grootste soort van het geslacht.
Arvicanthis abyssinicus · Arvicanthis ansorgei · Arvicanthis blicki · Arvicanthis nairobae · Arvicanthis neumanni · Koesoegrasrat (Arvicanthis niloticus) · Arvicanthis rufinus